# Women's March 2017
Women's March 2017 en de Women's March on Washington, was een reeks protestmarsen die in verschillende steden wereldwijd zijn gehouden op 21 januari 2017 tegen de nieuwe Amerikaanse president Donald Trump. De deelnemers kwamen op voor onder meer vrouwenrechten, het zelfbeschikkingsrecht, Lgbt-rechten en tegen racistisch politiegeweld tegen Afro-Amerikanen. De grootste protestmars vond plaats in de Amerikaanse hoofdstad Washington D.C., gelijktijdig vonden protestmarsen plaats in alle 50 andere Amerikaanse staten en in 30 steden wereldwijd, waaronder Amsterdam. Aanleiding voor de protesten waren de vrouwonvriendelijke en seksistische uitspraken van president Trump voor en tijdens de presidentsverkiezingen.

## Verloop
Het eerste protest werd georganiseerd in Washington D.C. op de dag na de inauguratie van Donald Trump. Deze demonstratie werd bekend onder de naam Women's March on Washington. Het doel was "een ferme boodschap aan de nieuwe regering en de rest van de wereld, dat vrouwenrechten mensenrechten zijn". Het protest in Washington werd bezocht door ongeveer een half miljoen mensen, drie maal zoveel als het aantal mensen dat bij de inauguratie van Trump aanwezig was. Over de gehele Verenigde Staten werd het aantal deelnemers geschat op 3.2 miljoen over ruim 300 steden. De organisatie achter de protesten rapporteerde op 23 januari dat er 673 protestmarsen in ruim 80 landen hadden plaatsgevonden, met het totaal aantal deelnemers wereldwijd geschat op 4,8 miljoen. Professor Jeremy Pressman van de University of Connecticut schatte het aantal tussen de 3,3 en 5,2 miljoen in de Verenigde Staten en tussen de 267.000 en 357.000 daarbuiten.
De protestacties werden geïnitieerd door het opzetten van een event in een besloten Facebook-groep. Dit werd gedaan door de Hawaïaanse Teresa Shook op 9 november 2016, de dag na de presidentsverkiezingen in de Verenigde Staten. Dit leidde tot duizenden reacties van mensen die deel wilden nemen aan de mars. Evvie Harmon, Fontaine Pearson, Bob Bland (een modedesigner uit New York) en Breanne Butler besloten de krachten te bundelen en de mars gezamenlijk te organiseren onder de noemer Women's March on Washington. De naam refereert aan de in 1963 gehouden March on Washington, een protestmars voor de rechten van Afro-Amerikanen.
Ruim 400 organisaties ondersteunden de protestacties, waaronder organisaties op het gebied van burgerrechten, reproductieve rechten, vrouwenrechten, Lgbt-rechten, milieuorganisaties en organisaties tegen wapenbezit. De organisaties Planned Parenthood en Natural Resources Defense Council werden genoemd als voornaamste partners, respectievelijk een pro-choice- en een milieuorganisatie. Een aantal organisaties werd uitgesloten wegens hun anti-abortusstandpunten.

## Pussyhat Project

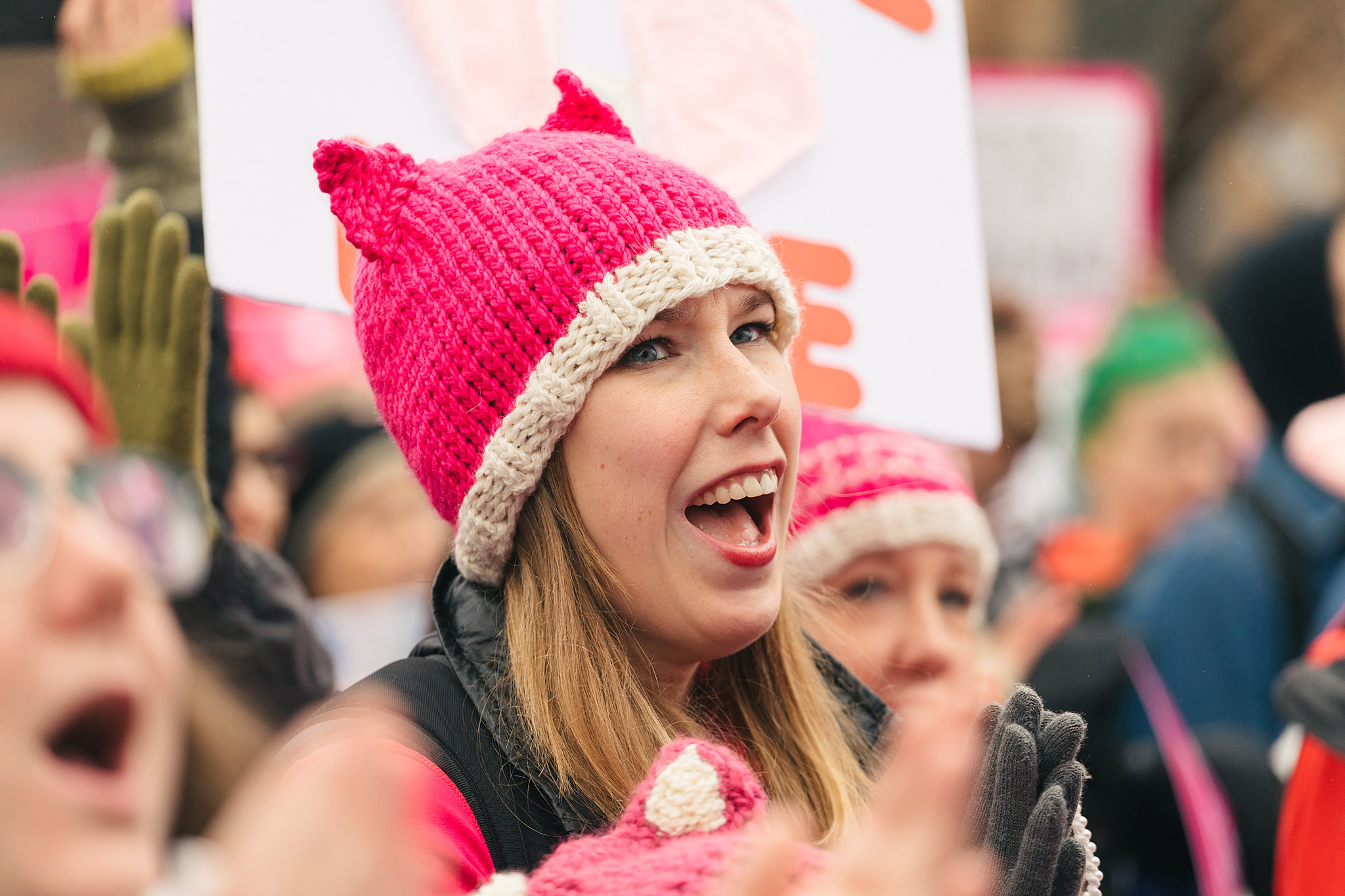
Een pussyhat

Het Pussyhat Project was een initiatief van Krista Suh en Jayna Zweiman in november 2016, waarbij mensen werden opgeroepen om roze gebreide mutsen in de vorm van een poezenkop met twee oren te maken. Als doel werd gesteld voor elke deelnemer aan de protestmars een muts te maken. De naam van de muts refereert aan een uitspraak van Trump over vrouwen, "You can grab them by the pussy" (je kunt ze bij hun "poesje" grijpen, dwz. de uitwendige geslachtsorganen). De roze muts werd een opvallend symbool tijdens de demonstratie, aangezien veel deelnemers deze muts droegen. Er werden zoveel mutsen gemaakt dat er een tekort aan roze wol ontstond.

## Locaties
De Women's March 2017 vond plaats in steden in de Verenigde Staten en elders over de hele wereld op 21 en 22 januari 2017, met als doelen de bevordering van vrouwenrechten, hervormingen in immigratie en gezondheidszorg; tegen discriminatie van moslims en holebi's en de normalisering van verkrachting; en om aandacht te vestigen op etnisch onrecht (bijvoorbeeld Black Lives Matter), arbeiderskwesties en milieuproblemen. In Nederland werden marsen georganiseerd in Amsterdam, Den Haag en Roermond. In België werd ook een mars georganiseerd, in Brussel.

## Galerij

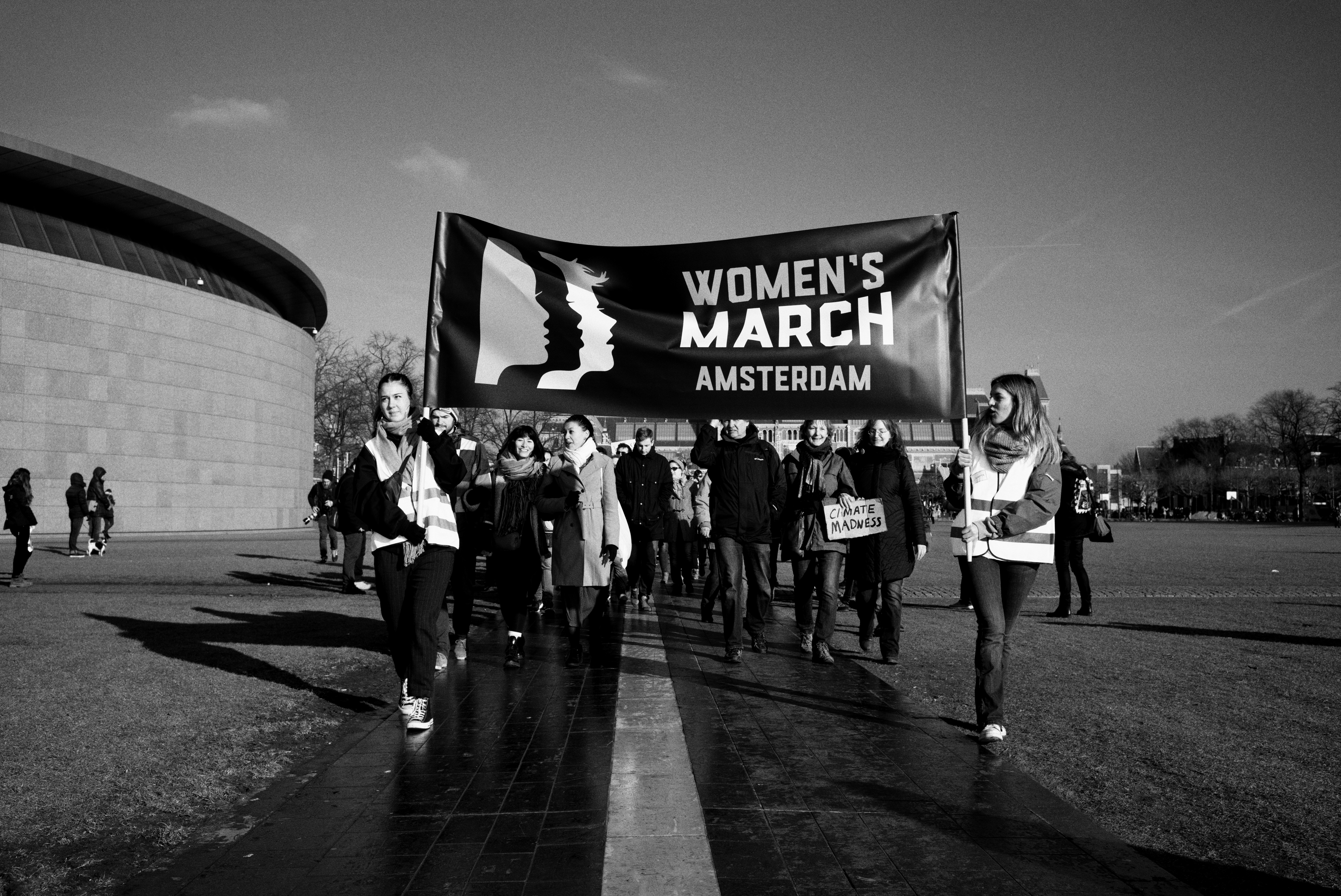
Amsterdam
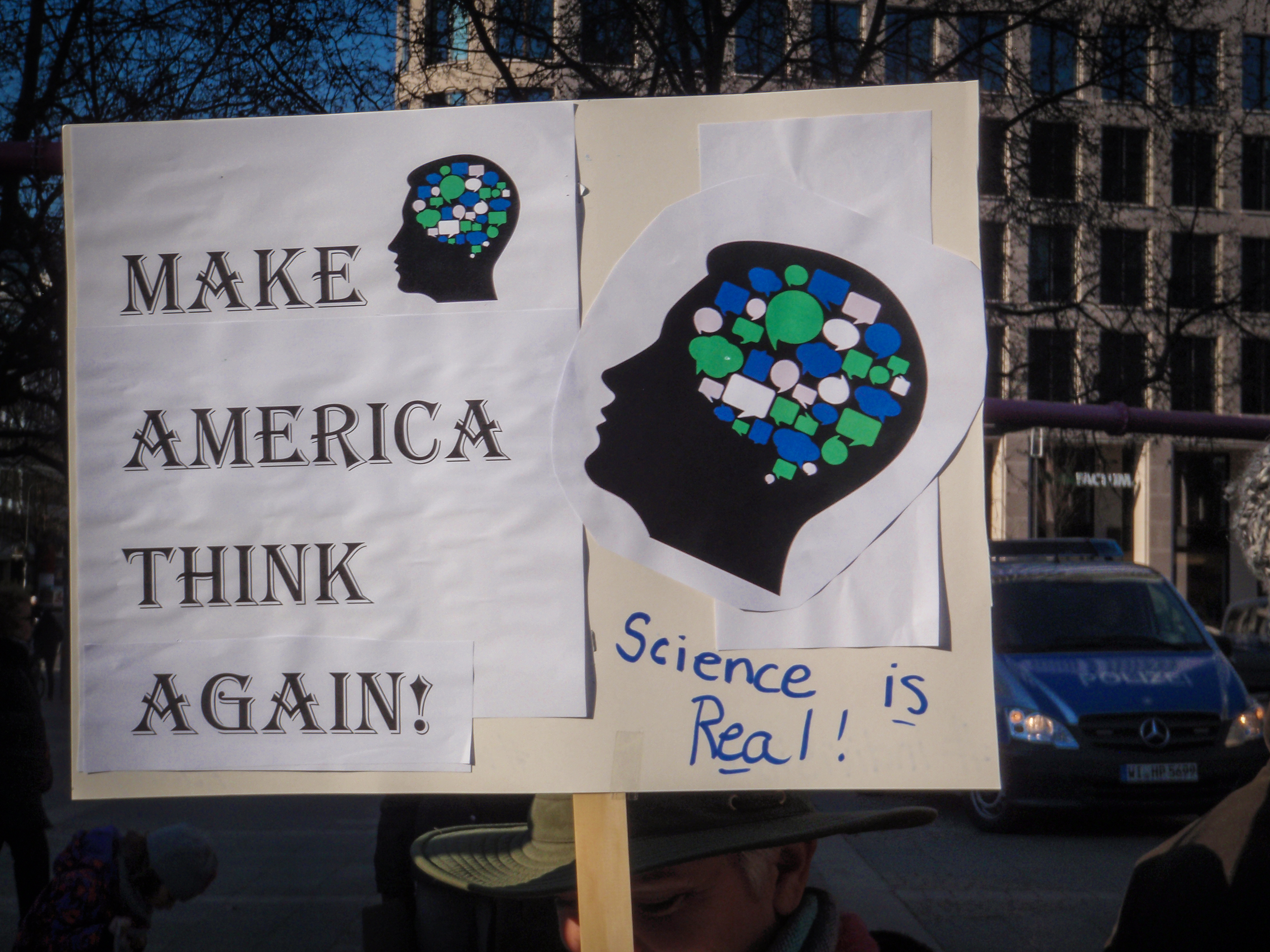
Frankfurt
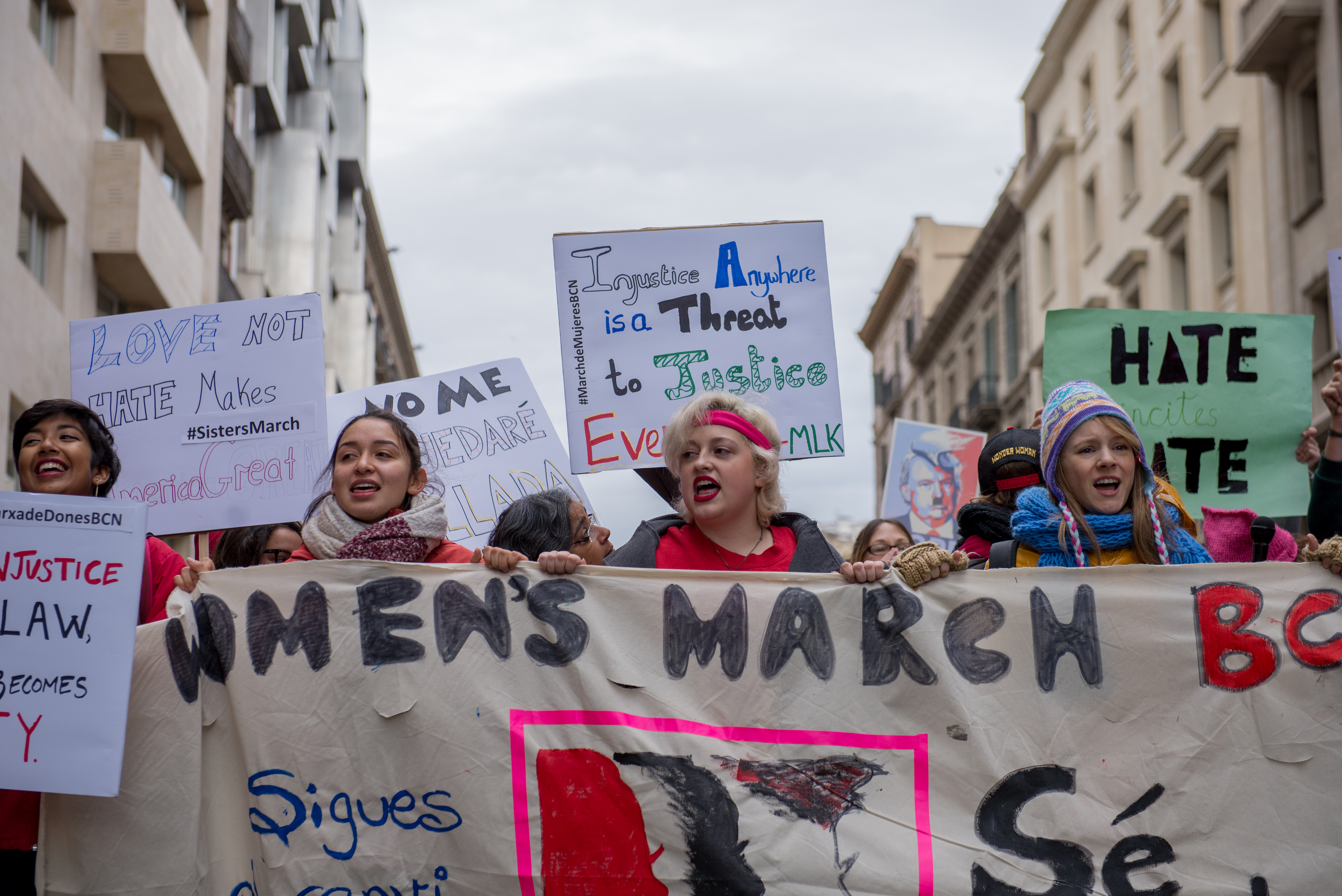
Barcelona
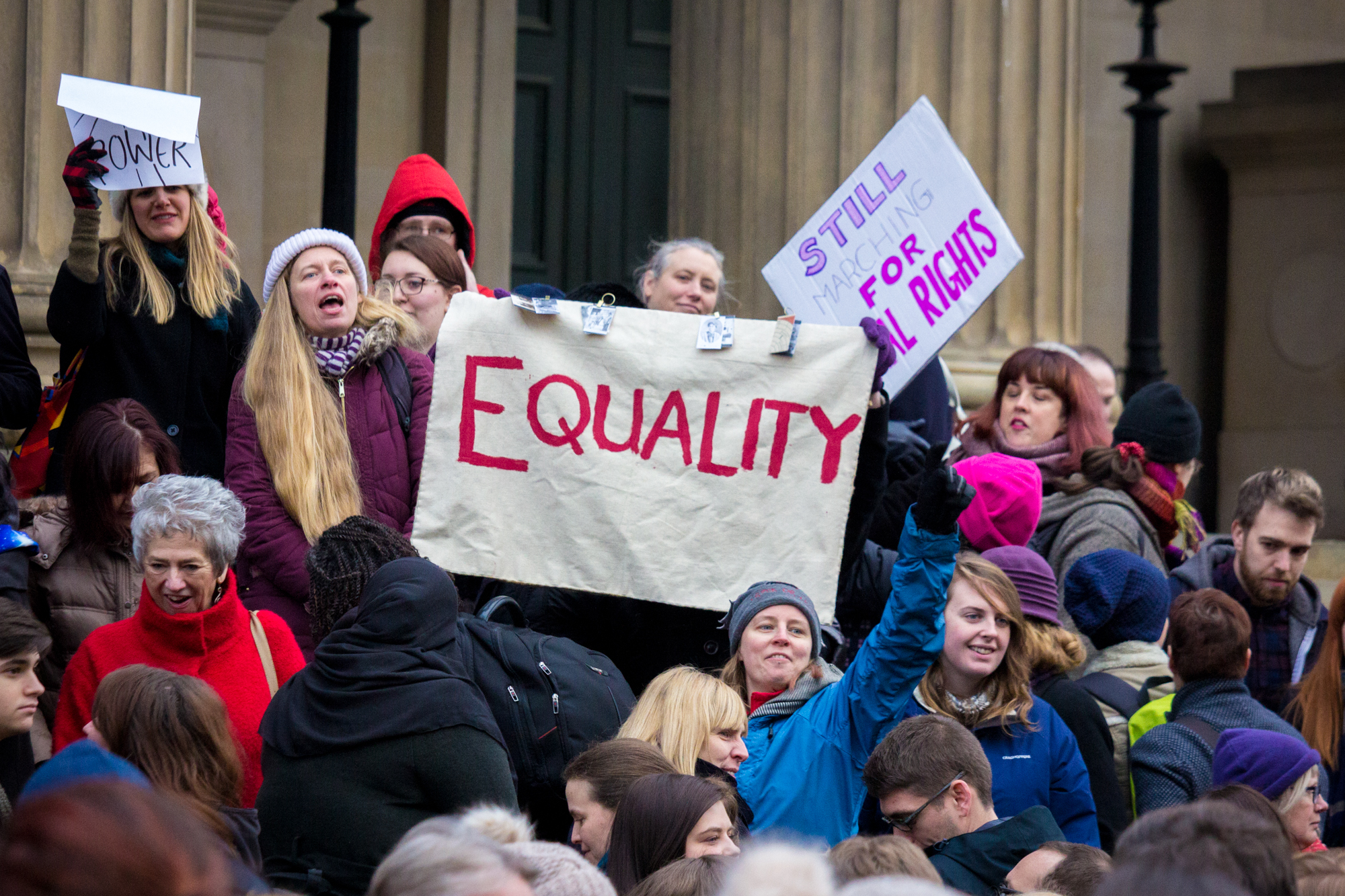
Liverpool
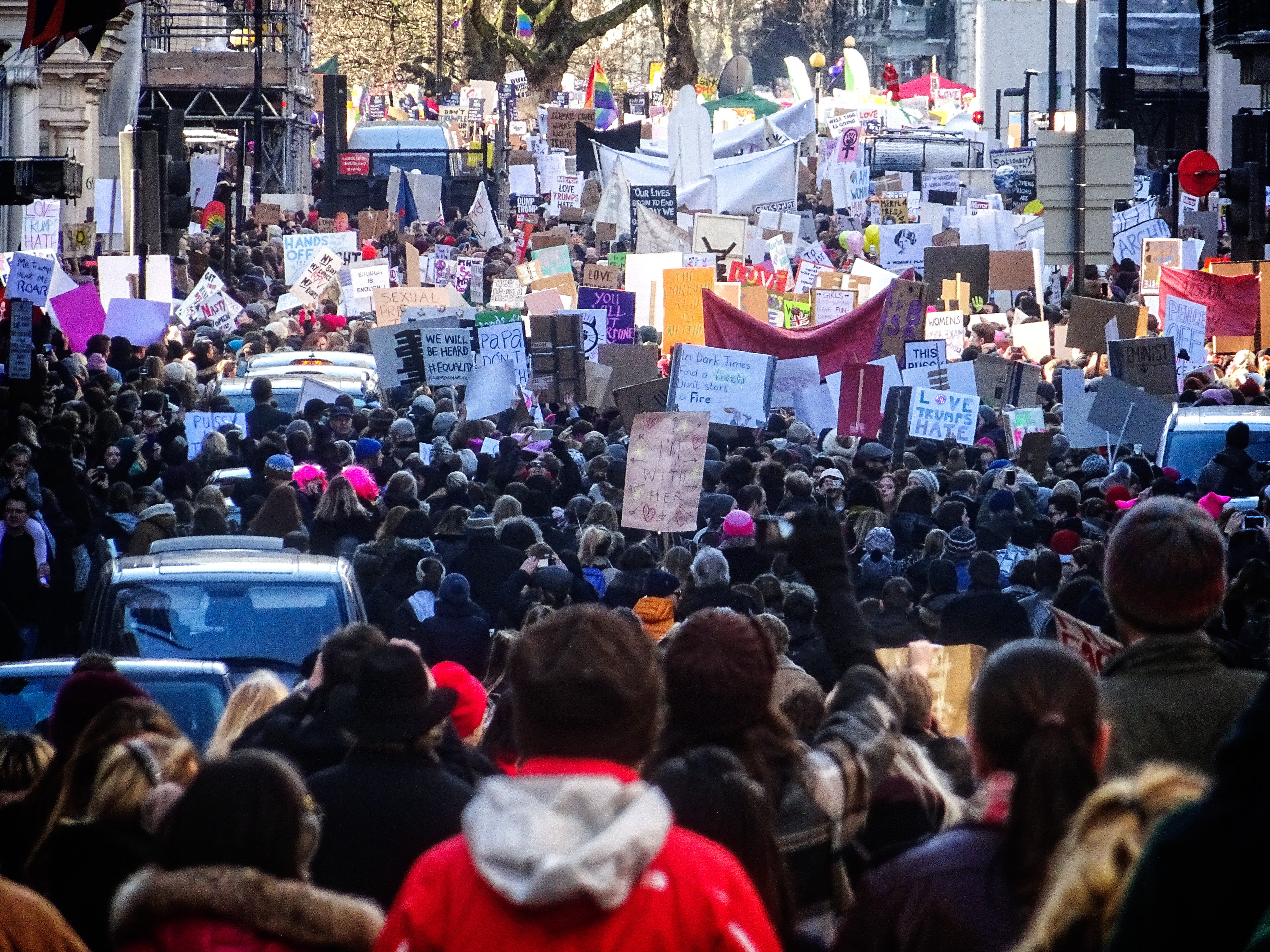
London
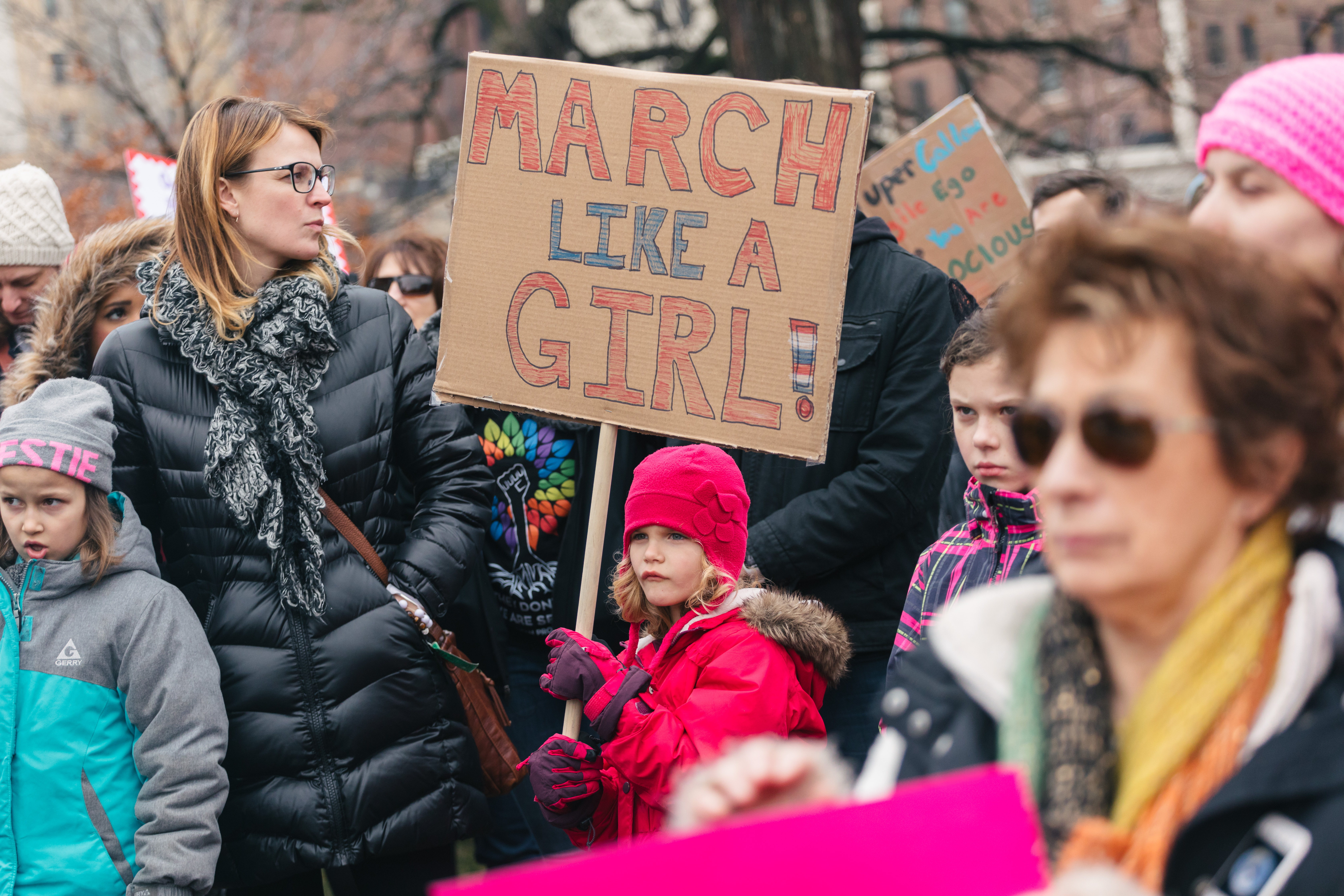
Madison
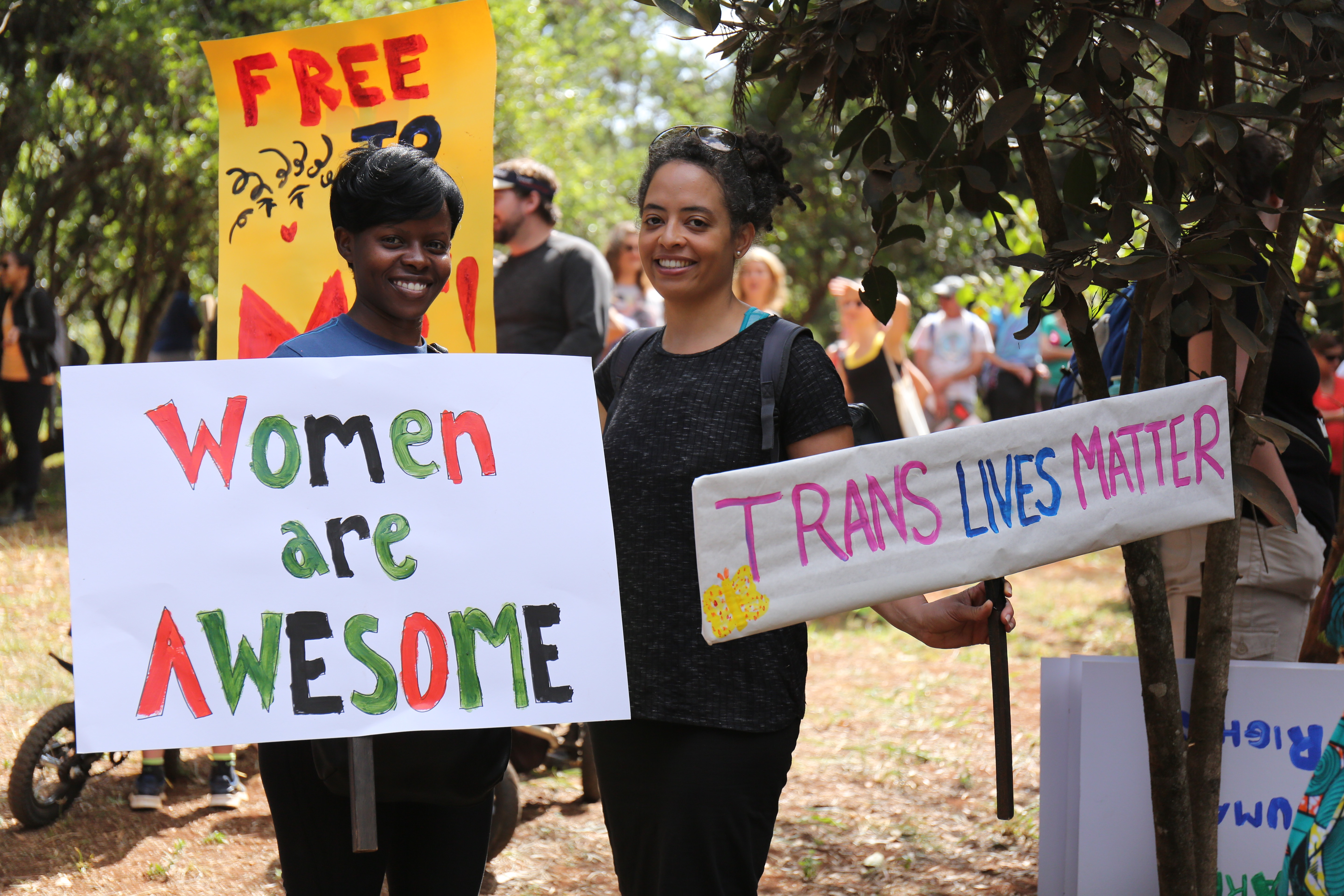
Nairobi
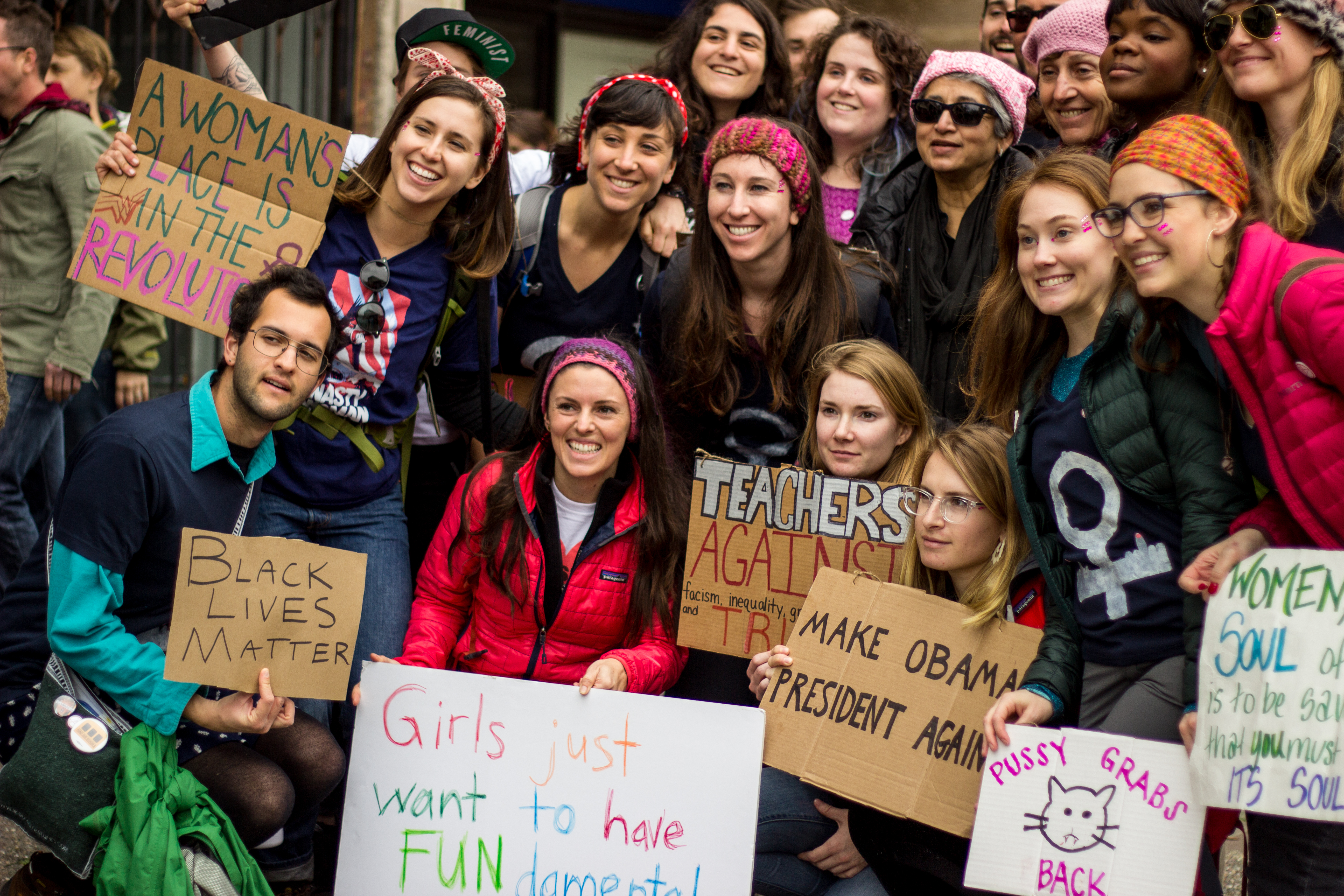
Oakland
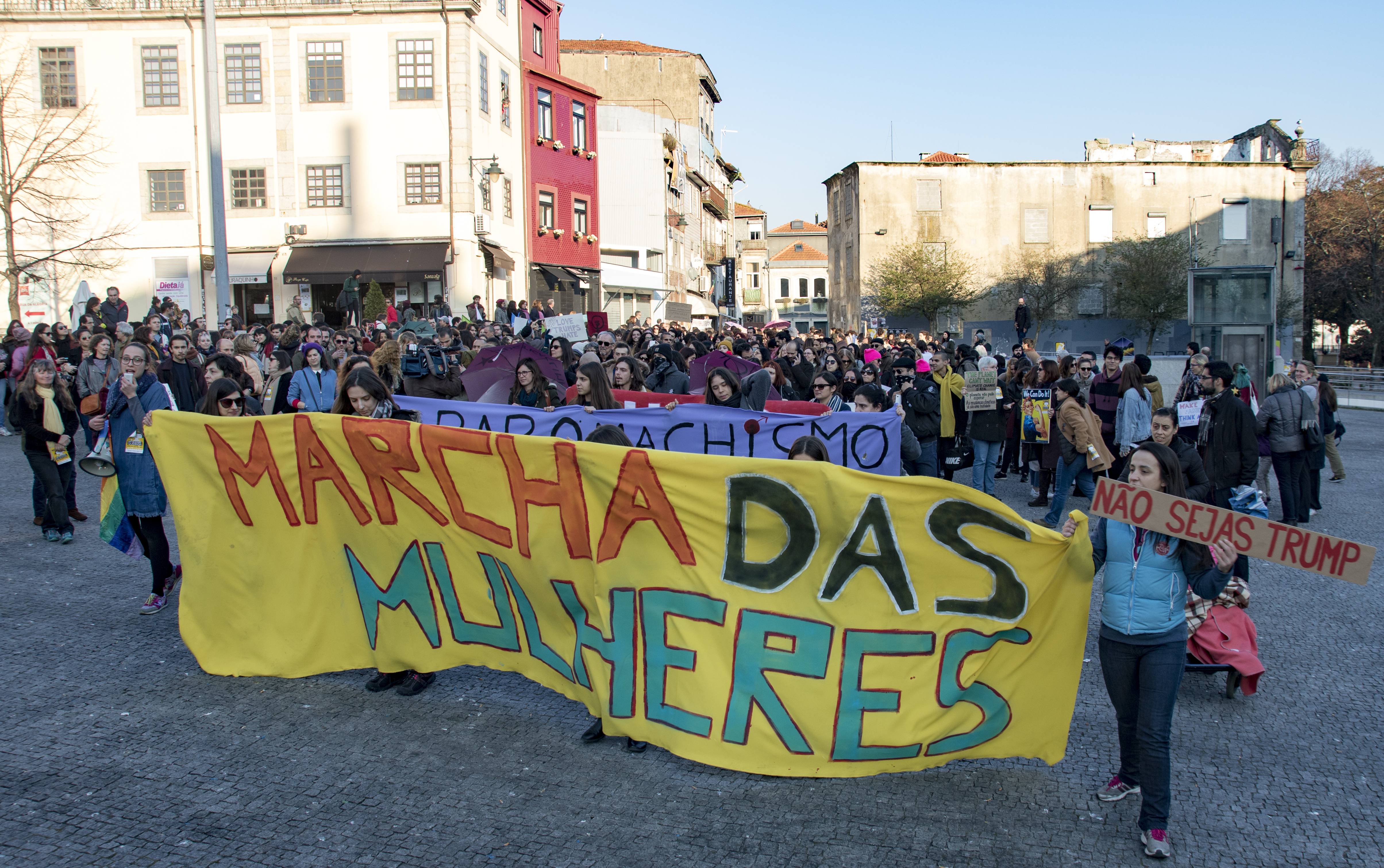
Porto
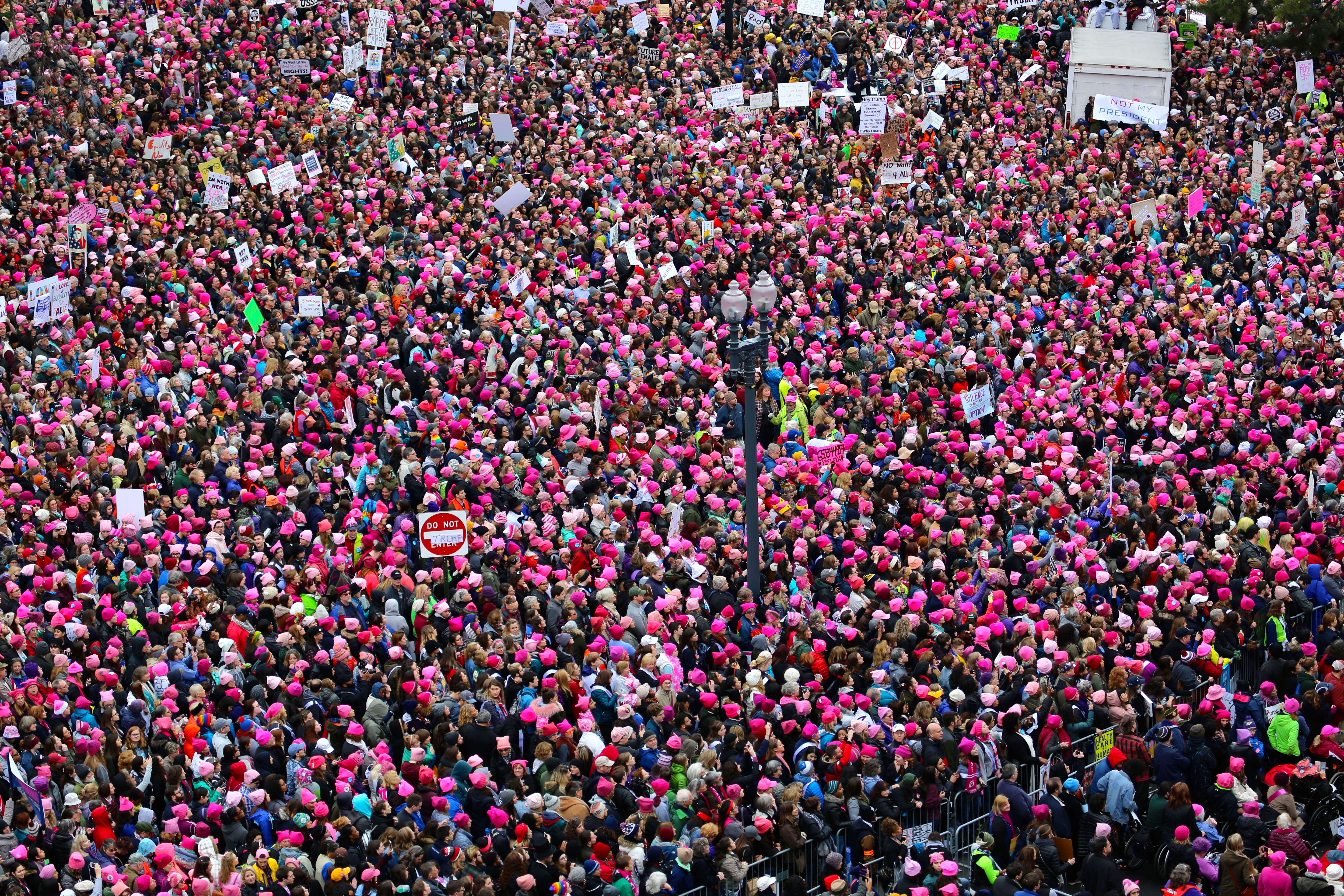
Washington D.C.